# Sandokanidae
Sandokanoidea
Super-famille
Famille
Les Sandokanidae sont une famille d'opilions laniatores, la seule de la super-famille des Sandokanoidea. On connaît plus de 70 espèces dans six genres.

## Distribution
Les espèces de cette famille se rencontrent en Asie du Sud-Est, en Asie du Sud et en Asie de l'Est.

## Liste des genres
Selon World Catalogue of Opiliones (13/10/2021) :
- Biantoncopus Martens & Schwendinger, 1998
- Caenoncopus Martens & Schwendinger, 1998
- Gnomulus Thorell, 1890
- Martensiellus Schwendinger, 2006
- Palaeoncopus Martens & Schwendinger, 1998
- Sandokan Özdikmen & Kury, 2007

## Systématique et taxinomie
Cette famille a été décrite sous le nom Oncopodidae par Thorell en 1876, basée sur le genre préoccupé Oncopus. Elle est renommée Sandokanidae par Özdikmen et Kury en 2007.

## Publication originale
- Özdikmen & Kury, 2007  : « Replacement names for Oncopus and Oncopodidae (Arachnida, Opiliones). » The Journal of Arachnology, vol. 35, no 2, p. 407–408 (texte intégral).
- Thorell, 1876 : « Descrizione di alcune specie di Opilioni dell' Arcipelago Malese appartenenti al Museo Civico di Genova. » Annali del Museo Civico di Storia Naturale di Genova, vol. 9, p. 111–138 (texte intégral).